# USATF Bermuda Games 2022
Die USATF Bermuda Games 2022 waren eine Leichtathletik-Veranstaltung am 9. April 2022 im Bermuda National Stadium im Devonshire Parish in Bermuda. Sie war Teil der World Athletics Continental Tour und zählte zu den Gold-Meetings, der höchsten Kategorie dieser Leichtathletik-Serie.

## Resultate

### Männer

#### 100 m
| Platz | Athlet           | Land | Zeit (s) |
| ----- | ---------------- | ---- | -------- |
| 1     | Jerome Blake     | CAN  | 10,38    |
| 2     | Erriyon Knighton | USA  | 10,39    |
| 3     | Noah Lyles       | USA  | 10,39    |
| 4     | Yohan Blake      | JAM  | 10,45    |
| 5     | Aaron Brown      | CAN  | 10,53    |
| 6     | Brandon Carnes   | USA  | 10,53    |
| 7     | Mike Rodgers     | USA  | 10,68    |
| 8     | Jelani Walker    | JAM  | 10,68    |

Wind: −5,6 m/s

#### 200 m
| Platz | Athlet          | Land | Zeit (s) |
| ----- | --------------- | ---- | -------- |
| 1     | Steven Gardiner | BAH  | 20,79    |
| 2     | Jereem Richards | TTO  | 20,86    |
| 3     | Emmanuel Matadi | LBR  | 21,04    |
| 4     | Kyree King      | USA  | 21,06    |
| 5     | Isiah Young     | USA  | 21,07    |
| 6     | Andrew Hudson   | USA  | 21,07    |
| 7     | Chris Belcher   | USA  | 21,68    |

Wind: −4,7 m/s

#### 400 m
| Platz | Athlet              | Land | Zeit (s) |
| ----- | ------------------- | ---- | -------- |
| 1     | Kirani James        | GRN  | 45,63    |
| 2     | Alex Haydock-Wilson | GBR  | 46,05    |
| 3     | Jaheel Hyde         | JAM  | 46,27    |
| 4     | Kahmari Montgomery  | USA  | 46,38    |
| 5     | Machel Cedenio      | TTO  | 46,70    |
| 6     | Aldrich Bailey      | USA  | 46,72    |
| 7     | Noah Williams       | USA  | 47,01    |
| 8     | Kevin Metzger       | GBR  | 47,52    |

#### 1500 m
| Platz | Athlet                    | Land | Zeit (min) |
| ----- | ------------------------- | ---- | ---------- |
| 1     | Kamar Etiang              | KEN  | 3:45,26    |
| 2     | Amos Bartelsmeyer         | GER  | 3:45,35    |
| 3     | Dage Minors               | BER  | 3:46,82 SB |
| 4     | Kasey Knevelbaard         | USA  | 3:46,86    |
| 5     | Eric Holt                 | USA  | 3:46,90    |
| 6     | Kyle Langford             | GBR  | 3:47,89    |
| 7     | Harry Mulenga             | ZAM  | 3:57,22    |
| 8     | Lamont Marshall           | BER  | 4:10,86    |
|       | Erik Sowinski (Pacemaker) | USA  | DNF        |

#### 110 m Hürden
| Platz | Athlet           | Land | Zeit (s) |
| ----- | ---------------- | ---- | -------- |
| 1     | Shane Brathwaite | BAR  | 13,78    |
| 2     | Michael Dickson  | USA  | 13,85    |
| 3     | Eduardo de Deus  | BRA  | 13,87    |
| 4     | Ruebin Walters   | TTO  | 13,95    |
| 5     | De’Jour Russell  | JAM  | 14,58    |
| 6     | Jeff Julmis      | HAI  | 14,60    |
| 7     | Damion Thomas    | JAM  | 14,72    |

Wind: −3,8 m/s

#### Dreisprung
| Platz | Athletin            | Land | Weite (m) |
| ----- | ------------------- | ---- | --------- |
| 1     | Chris Benard        | USA  | 16,57 w   |
| 2     | Jordan Scott        | JAM  | 16,37 w   |
| 3     | Kaiwan Culmer       | BAH  | 15,82 w   |
| 4     | Jah-Nhai Perinchief | BER  | 15,75     |

### Frauen

#### 100 m
| Platz | Athlet                | Land | Zeit (s) |
| ----- | --------------------- | ---- | -------- |
| 1     | Teahna Daniels        | USA  | 11,45    |
| 2     | Gabrielle Thomas      | USA  | 11,49    |
| 3     | Javianne Oliver       | USA  | 11,62    |
| 4     | Destiny Smith-Barnett | USA  | 11,66    |
| 5     | Natasha Morrison      | JAM  | 11,77    |
| 6     | Morolake Akinosun     | USA  | 11,81    |
| 7     | Shashalee Forbes      | JAM  | 11,94    |
| 8     | Kayla White           | USA  | 12,17    |

Wind: −5,2 m/s

#### 200 m
| Platz | Athlet              | Land | Zeit (s) |
| ----- | ------------------- | ---- | -------- |
| 1     | Anthonique Strachan | BAH  | 23,24    |
| 2     | Dezerea Bryant      | USA  | 23,72    |
| 3     | Briana Williams     | JAM  | 23,82    |
| 4     | Shannon Ray         | USA  | 23,90    |
| 5     | Jessica Beard       | USA  | 24,07    |
| 6     | Kiara Parker        | USA  | 24,31    |
| 7     | Twanisha Terry      | USA  | 24,31    |
| 8     | Alaysha Johnson     | USA  | 24,42    |

Wind: −5,0 m/s

#### 400 m
| Platz | Athlet               | Land | Zeit (s) |
| ----- | -------------------- | ---- | -------- |
| 1     | Shericka Jackson     | JAM  | 51,40    |
| 2     | Candice McLeod       | JAM  | 51,57 SB |
| 3     | Jaide Stepter Baynes | USA  | 51,93    |
| 4     | Kaylin Whitney       | USA  | 52,79    |
| 5     | Kyra Jefferson       | USA  | 53,30    |
| 6     | Chloe Abbott         | USA  | 53,58    |

#### 800 m
| Platz | Athlet                      | Land | Zeit (min) |
| ----- | --------------------------- | ---- | ---------- |
| 1     | Ajeé Wilson                 | USA  | 2:03,09    |
| 2     | Chrisann Gordon-Powell      | JAM  | 2:04,19    |
| 3     | Charlene Lipsey             | USA  | 2:04,50    |
| 4     | Emily Richards              | USA  | 2:05,87 SB |
| 5     | Ellie Baker                 | GBR  | 2:05,87    |
| 6     | Skylyn Webb                 | USA  | 2:05,96    |
| 7     | Samantha Watson             | USA  | 2:06,09    |
| 8     | Danae Rivers                | USA  | 2:06,38    |
|       | Grace Claxton (Pacemakerin) | PUR  | DNF        |

#### 100 m Hürden
| Platz | Athlet                | Land | Zeit (s) |
| ----- | --------------------- | ---- | -------- |
| 1     | Jasmine Camacho-Quinn | PUR  | 12,67 WL |
| 2     | Chanel Brissett       | USA  | 13,06    |
| 3     | Christina Clemons     | USA  | 13,15    |
| 4     | Jade Barber           | USA  | 13,27    |
| 5     | Ebony Morrison        | LBR  | 13,28    |
| 6     | Gabriele Cunningham   | USA  | 13,57    |
| 7     | Erica Bougard         | USA  | 14,45    |

Wind: −2,5 m/s

#### 400 m Hürden
| Platz | Athlet          | Land | Zeit (s) |
| ----- | --------------- | ---- | -------- |
| 1     | Shiann Salmon   | JAM  | 55,35    |
| 2     | Rushell Clayton | JAM  | 55,89    |
| 3     | Janieve Russell | JAM  | 56,56    |
| 4     | Grace Claxton   | PUR  | 57,01    |
| 5     | Sage Watson     | CAN  | 57,07    |
| 6     | Ashley Spencer  | USA  | 57,87    |
| 7     | Cassandra Tate  | USA  | 58,69    |
| 8     | Kaila Barber    | USA  | 59,34    |

#### Hochsprung
| Platz | Athlet              | Land | Höhe (m) |
| ----- | ------------------- | ---- | -------- |
| 1     | Rachel McCoy        | USA  | 1,84     |
| 2     | Amina Smith         | USA  | 1,84     |
| 3     | Inika McPherson     | USA  | 1,84     |
| 4     | Kimberly Williamson | JAM  | 1,84 SB  |
|       | Elizabeth Evans     | USA  | NMH      |

#### Weitsprung
| Platz | Athlet             | Land | Weite (m) |
| ----- | ------------------ | ---- | --------- |
| 1     | Quanesha Burks     | USA  | 6,77 w    |
| 2     | Chanice Porter     | JAM  | 6,70 w    |
| 3     | Tissanna Hickling  | JAM  | 6,50 w    |
| 4     | Akela Jones        | BAR  | 6,49 w    |
| 5     | Abigail Irozuru    | GBR  | 6,36 w    |
| 6     | Sha'Keela Saunders | USA  | 6,21 w    |
| 7     | Michelle Fokam     | USA  | 6,19 w    |
| 8     | Yanis David        | FRA  | 6,08 w    |
| 9     | Erica Bougard      | USA  | 5,80      |

#### Dreisprung
| Platz | Athlet            | Land | Weite (m) |
| ----- | ----------------- | ---- | --------- |
| 1     | Shanieka Ricketts | JAM  | 14,15     |
| 2     | Naomi Metzger     | GBR  | 14,00     |
| 3     | Michelle Fokam    | USA  | 13,42     |
| 4     | Kiana Davis       | USA  | 12,67     |